# Flechtingen
Flechtingen – miejscowość i gmina w Niemczech, w kraju związkowym Saksonia-Anhalt, w powiecie Börde, siedziba gminy związkowej Flechtingen.
Do 30 czerwca 2007 gmina należała do powiatu Ohre.

## Geografia
Flechtingen leży ok. 12 km na zachód od miasta Haldensleben.
Gmina dzieli się na następujące dzielnice:

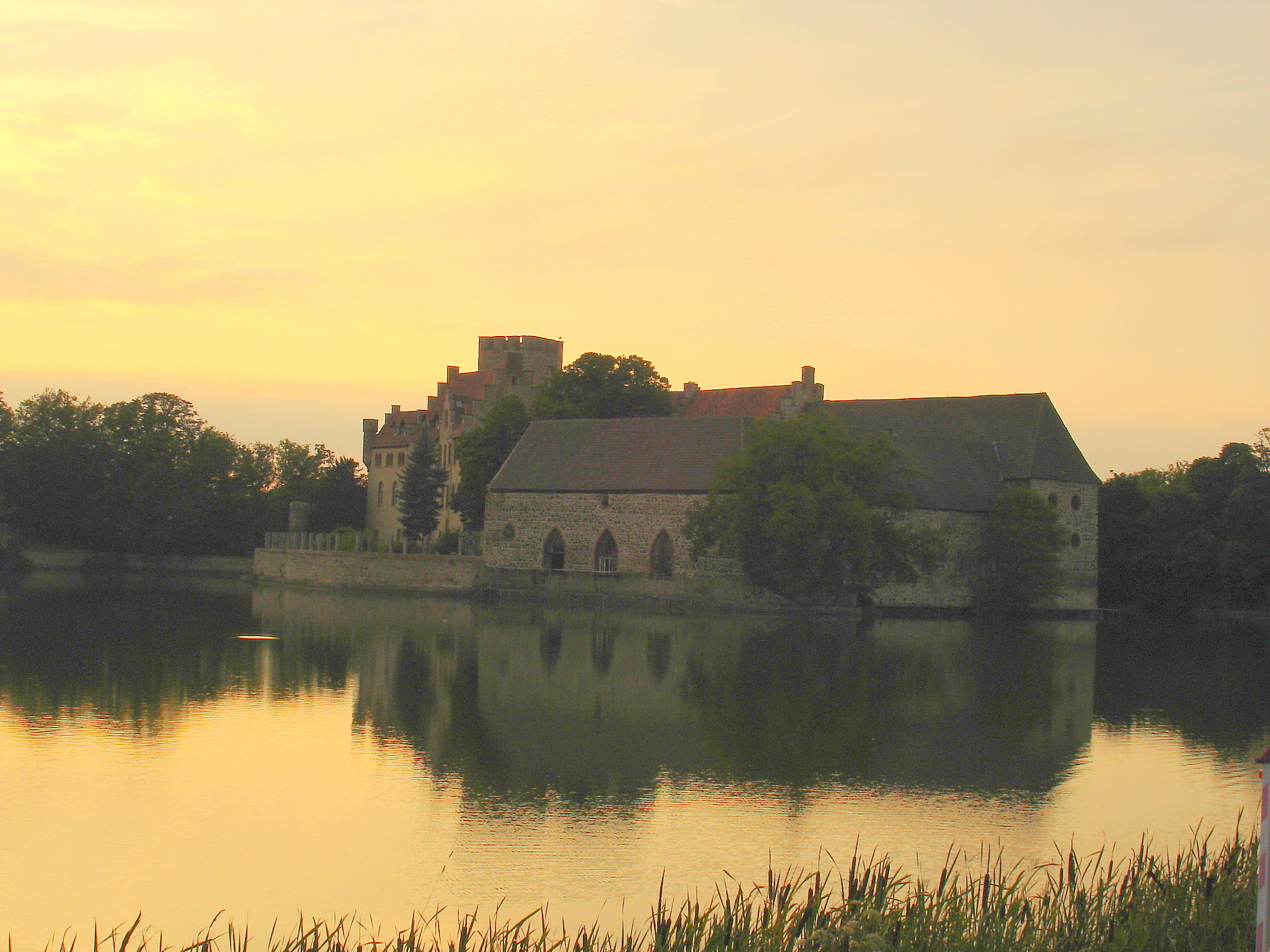
Zamek w Flechtingen

- Behnsdorf
- Belsdorf
- Böddensell
- Flechtingen
- Flechtingen Bahnhof
- Hasselburg
- Hilgesdorf
- Lemsell